# اللواء (جريدة أردنية)
اللواء جريدة أردنية اسبوعية، شاملة، مستقلة، صدرت عن المركز الأردني للدراسات والمعلومات، أسسها الراحل حسن التل سنة 1972 بمساعدة ابنه الأكبر بلال، وقد رأس حسن التل تحريرها حتى وفاته عام 2001 ومن ثم تسلّم رئاسة تحريرها ابنه بلال حسن التل. صدرت اللواء تحت شعار «إيمان - إخاء - حشد - تحرير»، وعُرفت بخطابها العربي الإسلامي المعتدل.
اُغلقت الصحيفة رسميًا نهاية يوليو 2015 بعد قرار حكومي قضى بإغلاق الصحف والمجلات التي لا يتوفر رئيس تحرير لها، أو تلك التي توقفت عن الصدور لفترات طويلة تجاوزت المدة القانونية.